# Maria Isabel da Saxônia
Maria Isabel Maximiliana Luísa Amélia Francisca Sofia Leopoldina Ana Batista Xaveria Nepomucena de Saxe (em alemão: Maria Elisabeth Maximiliana Ludovika Amalie Franziska Sophia Leopoldine Anna Baptista Xaveria Nepomucena von Sachsen) (Dresden, 4 de fevereiro de 1830 - Stresa, 14 de agosto de 1912) foi princesa da Saxônia e, pelos casamentos, duquesa de Gênova e marquesa de Rapallo.

## Biografia
Nasceu em Dresden, capital da Saxônia, era filha do rei João da Saxônia e sua esposa Amélia Augusta da Baviera. Seus avós paternos eram o príncipe Maximiliano da Saxônia e Carolina de Parma. Seus avós maternos eram o rei Maximiliano I José da Baviera e Carolina de Baden.

## Casamento e filhos
Casou em 22 de abril de 1850 em Dresden, com o príncipe Fernando de Saboia, Duque de Gênova (1822–1855), irmão mais novo do rei Vítor Emanuel II da Itália. Desta união nasceram dois filhos:
- Margarida de Saboia (1851–1926), casada com o rei Humberto I da Itália.
- Tomás, Duque de Gênova (1854–1931), casado com a princesa Isabel da Baviera.

## Morte
Isabel sofreu um ataque de apoplexia em 1910, o que fez com que sua saúde se deteriorasse rapidamente. Ela faleceu em 14 de agosto de 1912, aos oitenta e dois anos, em Stresa no Lago Maior.